# Microgramo
El microgramo es una unidad de masa del Sistema Internacional de Unidades que equivale a la milmillonésima parte de un kilogramo (10-9 kg) o a la millonésima parte de un gramo (10-6 g); su símbolo es μg.
Algunas organizaciones, como Joint Commission, proponen la utilización de la abreviatura mcg por el riesgo de confusión de la letra griega µ con una m de lo que resultaría  una dosis mil veces mayor. Esta unidad de medida también era llamada gamma (símbolo: γ), nombre y símbolo actualmente obsoletos, como sinónimos de microgramo.
El microgramo se emplea en los análisis químicos cuantitativos para expresar la pequeñísima cantidad de componentes que tiene una muestra. El aparato encargado de medir los microgramos es una balanza analítica diseñada para ello, e igualmente dependiendo del tipo de muestra, se utiliza un equipo espectrofotómetro.
El microgramo nunca debe denominarse como micra (el diccionario de la RAE solo recoge el significado de micrómetro.) En el argot de la drogodependencia una micra equivale a un decigramo (décima parte de 1 g), que es cien mil veces mayor que el microgramo.

## Equivalencias
- 1 µg = 0,000001 g
- 1 mg = 0,001 g
- 1 cg = 0,01 g
- 1 dg = 0,1 g
- 1 g = 1 000 000 μg
- 1 dag = 10 g
- 1 hg = 100 g
- 1 kg = 1000 g